# Raino Koskenkorva
Raino Koskenkorva (nascido em 6 de dezembro de 1926) é um ex-ciclista olímpico finlandês. Representou sua nação em dois eventos nos Jogos Olímpicos de Verão de 1952.